# Suits-Index
Der Suits-Index ist ein Maß für die Progressivität einer Politikmaßnahme, beispielsweise einer Steuer. Er erfasst also, wie ungleich die Politikmaßnahme wirkt. Benannt ist der Index nach dem US-amerikanischen Ökonomen Daniel Burbidge Suits.
Eine proportionale Steuer, die alle Steuerzahler gleich belastet, hat einen Suits-Index von 0; eine regressive Steuer, bei der niedrigere Einkommen einen höheren Anteil zahlen als hohe Einkommen, hat einen negativen Indexwert. Der Index ermöglicht also zu vergleichen, in welchem Umfang verschiedene Steuersysteme Einkommen umverteilen.

## Erläuterung
Die Berechnung des Suits-Index ähnelt der des Gini-Koeffizienten. Dabei wird zuerst die Lorenz-Kurve (Ungleichheitskurve) der Steuerlast konstruiert. Auf der Abszisse (x-Achse) wird im Fall der Einkommensteuer der relative Anteil am zu versteuernden Einkommen aufsteigend angeordnet. Auf der Ordinate (y-Achse) dagegen wird der relative Anteil am gesamten Steueraufkommen aufgetragen. Der Suits-Index entspricht der Fläche zwischen der 45°-Linie und der Lorenz-Kurve.
Im Falle einer Progressivsteuer (zum Beispiel ein steigender Steuersatz der Einkommensteuer) verläuft die Lorenzkurve unterhalb der 45°-Linie und der Suits-Index ist positiv. Eine Proportionalsteuer, bei der jeder Haushalt mit der gleichen Rate besteuert wird, wird durch einen Suits-Index von null charakterisiert; eine Degressivsteuer schließlich weist einen negativen Suits-Index auf; die Lorenz-Kurve verläuft oberhalb der 45°-Linie.
Eine theoretische Steuer, wobei die reichste Person das ganze Steueraufkommen bezahlt, hätte den Suits-Index in Höhe von 1. Eine Steuer, bei der die ärmste Person alles bezahlt, hätte einen Suits-Index von −1.

## Steuerarten

### Einkommensteuer
Per definitionem beträgt der Suits-Index für eine Flat Tax (Einheitssteuer) 0. Jedoch haben fast alle Einkommensteuersysteme einen Grundfreibetrag,  um zu vermeiden, dass sehr geringen Einkommen mit Steuern belastet werden. Ferner haben die meisten Einkommensteuersysteme höhere Grenzsteuersätze für höhere Einkommen. Diese Effekte wirken zusammen, um Einkommensteuern allgemein progressiv zu gestalten, was sich in einem positiven Suits-Index niederschlägt.

### Umsatzsteuer
Die Umsatzsteuer (Mehrwertsteuer) wird generell auf Handelswaren und Dienstleistungen erhoben. Menschen mit niedrigem Einkommen geben tendenziell einen größeren Anteil ihres Einkommens für steuerpflichtige Handelswaren bzw. Dienstleistungen aus während Menschen mit höheren Einkommen einen größeren Teil ihres Einkommens sparen oder investieren können. Folglich sind Umsatzsteuern im Allgemeinen degressiv und haben einen negativen Suits-Index.

### Verbrauchsteuern
Verbrauchsteuern werden typischerweise auf Waren wie Kraftstoff, Alkohol oder Tabakprodukte erhoben. Ist der Steuersatz hoch und gibt es eine Höchstmenge an zu konsumierenden Produkten, ist diese Steuer generell degressiver und hat einen sehr negativen Suits-Index.

## Eigenschaften
Der Suits-Index hat die nützliche Eigenschaft, dass der Gesamt-Suits-Index einer Vielzahl von Steuern oder weiterer politischer Konzepte die nach Aufkommen gewichtete Summe der individuellen Indizes ist. Dieser ist auch mit dem Gini-Koeffizienten eng verwandt. Während ein Gini-Koeffizient von 0 bedeutet, dass alle Personen das gleiche Einkommen oder ein Pro-Kopf-Einkommen beziehen, bedeutet ein Suits-Index von 0, dass jede Person den gleichen prozentualen Anteil des Einkommens an Steuern bezahlt. Außerdem besitzt eine Kopfsteuer einen Suits-Index, der gleich dem negativen Gini-Koeffizienten für dieselbe Gruppe ist.

## Beispiele
| Suits-Index (2008, geschätzt) | Deutschland | Österreich |
| Einkommensteuer               | 0,256       | 0,386      |
| Konsumsteuer                  | −0,031      | −0,031     |
| Sozialversicherungsabgaben    | −0,016      | −0,017     |
| Sozialtransfers               | −0,734      | −0,668     |

## Kritik
Kritiker des Suits-Index führen an, dass sich das Einkommen über die Lebenszeit ausgleicht, so dass der Konsum ein besseres Maß für die ökonomische Wohlfahrt ist. Daher sollten sich Vergleiche der Steuerbelastung auf den Konsum beziehen.